# Louis Tissier
Louis Tissier (Lyon 2e, 22 juillet 1866 - Paris 7e, 28 novembre 1943) est un homme politique français.

## Biographie
Professeur de chimie agricole et industrielle à la faculté des sciences de Besançon, Louis Tissier devient directeur honoraire au ministère de la Marine dans le cabinet de Pelletan. En 1923 et en 1928, il est élu au Office national des recherches scientifiques et industrielles et des inventions.
En 1905, il remplace Félix Bouffandeau au secrétariat du comité exécutif du Parti républicain, radical et radical-socialiste (PRRRS).

## Mandats

### Député à l'Assemblée Nationale
Louis Tissier se présente pour la première fois à une élection législative, en 1910, contre Georges Laguerre, dans la circonscription d'Apt. Il est battu, mais se représente, dans la même circonscription, en 1912, à la mort de Laguerre. Alors élu, puis réélu en 1914, il occupe ce poste jusqu'en 1919.

### Mandat de Sénateur de Vaucluse
Louis Tissier est élu sénateur de Vaucluse le 16 novembre 1920. Il effectue de très nombreuses interventions concernant des sujets variés, comme les problèmes maritimes, douaniers ou le vote des femmes. Réélu en 1927, le nombre de ses interventions lors des séances ne faiblit pas. Il siégea dans plusieurs commissions, comme celle de la marine, des mines, de l'air, des pétitions, du droit de vote des femmes, des douanes et conventions commerciales.

### Biographie
- « Louis Tissier », dans le Dictionnaire des parlementaires français (1889-1940), sous la direction de Jean Jolly, PUF, 1960 [détail de l’édition]

### Articles Connexes
- Liste des sénateurs de Vaucluse